# Lluís Brugués i Agustí
Lluís Brugués i Agustí (Bordils (Gironès), 15 de setembre de 1949) és un músic i doctor en pedagogia.
Va estudiar piano amb Emili Garcia i Pere Vallribera; música de cambra amb Maria Canela; harmonia amb Ricard Valls; fuga, contrapunt, composició i instrumentació amb Carles Guinovart, i direcció d’orquestra amb Antoni Ros Marbà. Titulat superior de piano, música de cambra, solfeig i teoría i harmonia. Va ser professor titular i director del Conservatori de Música Isaac Albéniz de la Diputació de Girona i de la Facultat d’Educació i Psicologia de la Universitat de Girona (UdG), on ha dirigit els cursos de Postgrau en Educació Musical. La seva tesi doctoral, La música a la ciutat de Girona (1888-1985), va obtenir la qüalificació d’excel·lent cum laude per unanimitat del tribunal. Ha col·laborat amb el doctorat interuniversitari d’educació artística, i és membre del grup de recerca en Educació Artística i Patrimoni.
Com a músic, ha format part de les cobles Catalunya, Montgrins i de les orquestres d'Henry Tubert, a França i Setson.
Ha publicat articles a la premsa diària i especialitzada, i treballs biogràfics de músics com Narcís Costa Horts, M. Lourdes, Lluís i Ricard Pitxot, Guillem Soler (pintor i músic), Pere Sais, Issi Fabra, Mercedes Padrosa, i altres.
Ha comissariat exposicions com "Girona i la Sardana" (Museu d'Història de Girona, 2014), "Guillem Soler. Un artista versátil entre el sacre i el profà," conjuntament amb la historiadora de l'art, la Dra. Laura Cornejo (Amics del Museu d'Art de Girona, 2019).

## Publicacions
- BRUGUÉS I AGUSTÍ, Lluís. La música a Girona. Història del Conservatori Isaac Albéniz. Diputació de Girona, 2008. 462 pàgs. ISBN 978-84-96747-34-0
- BRUGUÉS I AGUSTÍ, Lluís. Joan Carreras i Dagas. Ajuntament de Girona, 2014. ISBN 978-84-8496-193-2. 286 pàgs. Coautor: Josep M. Garcia.
- BRUGUÉS I AGUSTÍ, Lluís. “El fet musical gironí durant la República i la postguerra: de l'euforia al desencant”. A La música culta a les comarques gironina: dels trobadors a       l'electroacústica [35]. Banyoles: Centre d’Estudis Comarcals de Banyoles (CECB), 2015, p. 99-125. ISBN 978-84-608-2086-4
- BRUGUÉS I AGUSTÍ, Lluís. Quan la música esdevé passió. Els germans Francesc i Joseph Civil. Diputació de Girona, 2016. ISBN 978-84-15808-40-4. 229 pàgs. Coautora: Albina Varés i de Batlle.
- BRUGUÉS I AGUSTÍ, Lluís. Salvador Dabau i Caussà. Ajuntament de Girona, 2018. ISBN 978-84-8496-263-2. 256 pàgs. Coautora: Albina Varés i de Batlle
- BRUGUÉS i AGUSTÍ, Lluís. GONÇAL COMELLAS. La integritat musical d’un violinista de referència. Brau, edicions, 2020. 341 pàgs. ISBN 978-84-15885-95-5
- BRUGUÉS I AGUSTÍ, Lluís. GONÇAL COMELLAS. La integridad de un violinista de referencia. Norfeu, edicions, 2920. 341 pàgs. ISBN 978-84-18096-02-0 (versió castellana)